# Kyle Katarn
Kyle Katarn (pron. /kaːil katəɹn/) è un personaggio dell'universo espanso di Guerre stellari protagonista del videogioco Star Wars: Dark Forces e dei suoi seguiti.

## Storia
Figlio di Morgan e Patricia Katarn, contadini di Sulon, è stato educato all'Accademia Imperiale di Carida, mentre la madre fu uccisa da un droide di sicurezza malfunzionante BT-16. È diventato un membro decorato delle truppe Imperiali, ma ignorava che il padre facesse parte dei Ribelli. Durante un attacco alla sua luna Sulon, il padre morì e Kyle iniziò ad odiare l'Alleanza Ribelle e guidò molte operazioni Imperiali contro di loro.
Un giorno scoprì da Jan Ors, una agente Imperiale in realtà doppio-giochista, che il padre era stato torturato ed ucciso per rivelare l'ubicazione della Valle dei Jedi da un potente Jedi Oscuro di nome Jerec. Il padre, prima di morire, aveva lasciato in un disco la mappa con la posizione della valle. Kyle fu attirato in una trappola da un droide, 8t88 (pseudonimo "'88"), segretamente ingaggiato dallo stesso Jerec nella città verticale Nar Shaddaa. Kyle partì all'inseguimento del droide aiutato dallo spirito di Rahn, un maestro Jedi sconfitto in passato da Jerec. Alla fine, sia Kyle che i seguaci di Jerec, riuscirono a trovare la Valle dei Jedi; nonostante le pesanti fortificazioni imperiali Kyle riuscì ad infiltrarsi nella camera principale, dovendosi tra l'altro scontrare con i vari Sith al seguito dello spietato leader. I due combatterono ma Kyle ebbe la meglio. Dopo qualche anno Kyle decise di ritornare alla sua vita da normale contrabbandiere. Una nuova minaccia lo costrinse, tuttavia, a ripercorrere le vie della Forza..

## Storia del personaggio

### Star Wars: Dark Forces
Nel videogioco Star Wars: Dark Forces, Kyle Katarn viene presentato come un mercenario che lavora per l'Alleanza Ribelle sotto la tutela di Mon Mothma. Kyle veniva mandato in missioni molto pericolose e non adatte a normali agenti Ribelli, e veniva pagato molto bene per i suoi servigi.
Poco prima degli eventi visti nel film Episodio IV - Una nuova speranza, Katarn si infiltrò in una struttura dell'Impero sul pianeta Danuta per recuperare i piani della Morte Nera. Nel film, i piani vengono consegnati alla principessa Leila Organa, che viene catturata da Dart Fener.
Dopo la distruzione della Morte Nera l'Impero fece partire il Dark Trooper Project, con lo scopo di creare battaglioni di droidi per attaccare i mondi controllati dall'Alleanza. Dopo diverse peripezie (tra cui scontri con Jabba the Hutt e Boba Fett), Katarn pose fine al progetto dei Dark Trooper distruggendo l'astronave Arc Hammer.
In seguito formò un gruppo con Shira Brie ed Erling Tredway per sabotare la seconda Morte Nera in viaggio verso D'rinba IV.

### Jedi Knight: Dark Forces II
Il videogioco Jedi Knight: Dark Forces II è ambientato un anno dopo gli eventi del film Il ritorno dello Jedi. Nella trama, Kyle Katarn incontrò lo spirito di Qu Rahn che gli spiegò di essere sensibile alla Forza come suo padre Morgan Katarn. Kyle ritornò sulla luna Sulon a bordo della astronave Salvation TFU2. Con la Moldy Crow atterrò vicino alla villa di campagna del padre, per trovare il droide chiamato WeeGee, in modo da decifrare un messaggio nascosto su un disco olografico. Il droide nascondeva al suo interno la spada laser di Rahn, che Kyle prese prima di andare alla ricerca degli assassini dello Jedi. Le sue ricerche lo condussero sulla pista di un Jedi Oscuro di nome Jerec, che aveva ucciso Morgan e Rahn. La roccaforte di Jerec era nei pressi della cittadina Barons Hed su Sulon; qui Kyle affrontò in duello con la spada laser Yun, il primo dei sei jedi oscuri, lo sconfisse ma lo lasciò in vita. In seguito, Kyle sconfisse i sei jedi oscuri seguaci di Jerec, uccidendo Gorc, Pic, Maw, Boc e Sariss. Kyle giunse in seguito nella Valle dei Jedi, luogo di concentrazione della Forza, dove Jerec stava tentando di accumulare energia per i propri fini.
L'astronave di Kyle, la Moldy Crow, venne distrutta quando Kyle cercò di sfuggire allo schianto della nave da carico Sulon Star di 8t88. Kyle riuscì a decollare ma l'onda d'urto lo coinvolse e lo fece schiantare. Il colpo lo lasciò stordito in fondo al canyon.
Uno degli ultimi Jedi Oscuri, Sariss, e il figlio adottivo Yun, tirarono fuori Kyle dai rottami, mentre Boc distrusse la spada laser di Kyle. Sariss stava per uccidere Kyle, ma Yun la fermò di colpo prima che potesse ucciderlo. La lama andò a colpire Yun, ferendolo mortalmente. Kyle si riprese e afferrò la spada di Yun difendendosi da Sariss. In base alla scelta originale, di appartenere al lato chiaro o al lato oscuro, Kyle Katarn potrà schierarsi contro Sariss e Jerec, se ha scelto il lato chiaro oppure con Sariss contro Jerec, se ha scelto il lato oscuro.
Kyle corse verso il tempio Jedi per affrontare Boc, che usava due spade laser ma non era all'altezza dell'abilità di scherma di Kyle. Kyle poi affrontò Jerec, disarmandolo, senza ucciderlo ma Jerec recuperò la spada balzando contro di lui e incrociando la lama di Katarn che tagliò il suo braccio all'altezza della spalla, procurandogli una ferita mortale. Kyle, secondo la profezia di Qu Rahn, liberò le anime degli Jedi, intrappolate nella Valle mille anni prima da Lord Kaan.
Anche se il giocatore, nei panni di Kyle, ha la possibilità di scegliere un percorso alternativo seguendo il lato oscuro, in cui il protagonista prende il posto di Jerec come nuovo Imperatore, il finale canonico segue il percorso del lato chiaro.
Kyle continuò a lavorare con Jan Ors per conto della Nuova Repubblica come mercenario.

### Jedi Knight: Mysteries of the Sith
Il videogioco Star Wars: Jedi Knight: Mysteries of the Sith è ambientato cinque anni dopo gli eventi di Dark Forces II. Il gioco descrive come l'ex assassina al servizio dell'Impero Mara Jade divenne amica di Kyle, sviluppando una relazione reciproca. Durante alcune ricerche svolte tra le rovine Sith del pianeta Dromund Kaas, Kyle venne influenzato dal Lato Oscuro ma Jade riuscì ad aiutarlo e a convincerlo a ritornare sui propri passi.
Luke Skywalker fece nuovamente l'offerta a Katarn, il quale accettò, di ricevere nuovi insegnamenti riguardo alla Forza per controllare il proprio Lato Oscuro. Kyle costruì quindi una nuova spada laser e divenne amico di Corran Horn. In seguito, a causa di un evento riguardante due studenti dell'accademia di Luke che passarono al Lato Oscuro, Kyle smise di studiare sotto la tutela di Skywalker, restituendogli la spada laser e ritornando a svolgere il lavoro di mercenario assieme a Jan Ors.

### Jedi Knight II: Jedi Outcast
Tre anni dopo gli eventi di Mysteries of the Sith, l'avventura di Kyle continua in Star Wars: Jedi Knight II: Jedi Outcast.
Jan Ors venne presa prigioniera da Desann e (in apparenza) uccisa da Tavion. Furioso per la perdita della compagna, Kyle ritornò alla valle degli Jedi per recuperare i suoi poteri, anche se lo spirito di suo padre lo avvisò dell'energia maligna che impermeava il luogo. Ritornò al Praxeum su Yavin IV per ricominciare il suo addestramento con Luke e recuperare la sua spada laser. Venne a sapere che Desann aveva trovato la Valle seguendo Kyle e che aveva iniziato a creare un esercito di Jedi Oscuri Rinati per comandare la Galassia. I guerrieri, chiamati Shadowtrooper, erano artificialmente potenziati tramite la Forza e portavano un'armatura di Cortosis. Kyle riuscì a sventare il piano di Desann uccidendolo su Yavin IV. In seguito Kyle decise di tenere la sua spada laser e di continuare l'addestramento sotto tutela di Luke.

### Jedi Knight: Jedi Academy
Nel gioco Star Wars: Jedi Knight: Jedi Academy, Kyle viene inserito come personaggio secondario, di spalla al protagonista. È diventato il Maestro di due studenti Jedi, Jaden Korr e Rosh Penin. L'obiettivo di Kyle è di sconfiggere il culto Sith dei Discepoli di Ragnos. Rosh viene catturato e costretto ad unirsi ai cultisti di Tavion, che ha in mente di riportare in vita il Signore Oscuro Marka Ragnos. L'altro studente di Kyle, Jaden Korr, diventa un cavaliere Jedi, secondo il finale canonico del lato chiaro. Nel finale alternativo Kyle combatte contro Jaden, venendo sconfitto con il Bastone di Ragnos.

### Nuovo Ordine Jedi
Nella serie del Nuovo Ordine Jedi, Kyle diventa uno dei migliori combattenti dell'accademia Jedi, un grande amico di Luke Skywalker e un Maestro rispettato. Durante l'invasione degli yuuzhan vong mostrata nella serie, Kyle aiutò a sviluppare nuove strategie per fermare gli invasori, e partecipò al salvataggio di diversi prigionieri delle Rimanenze dell'Impero, sul mondo Ord Sedra.

## Apparizioni
- Star Wars: Dark Forces
- Star Wars: Jedi Knight: Dark Forces II
- Star Wars: Jedi Knight II: Jedi Outcast
- Star Wars: Jedi Knight: Jedi Academy